# Розен, Эльза Марианна фон
Эльза Марианна фон Розен, правильнее Эльса-Марианна фон Росен (швед. Elsa-Marianne von Rosen; 21 апреля 1924, Стокгольм — 7 сентября 2014, Копенгаген) — шведская танцовщица балета, балетмейстер и педагог.

## Биография
Эльза Марианна фон Розен родилась в 1924 году в Стокгольме. Её родителями были художник Рейнхольд фон Розен и его жена Салли Элисабет Эстерюд. Балету она начала учиться в школе Веры Александровой и частным образом у Вальборг Франки. Затем в 1945—1950 годах продолжила обучение в школе Королевского датского балета в Копенгагене, а также некоторое время училась в Лондоне.
Дебют Эльзы Марианны фон Розен состоялся в 1938 году (по другим источникам — в 1941 году). В 1943 году она выступила в Королевском театре Дании, где её талант заметил хореограф и художественный руководитель Королевского балета Харальд Ландер. В том же году начала выступать в стокгольмском Театре Оскара (Oscarteatern), где её первой заметной ролью стала Китри в «Дон Кихоте». В сезоне 1948—1949 годов танцовщица входила в международную труппу Original Ballet Russe, с которой гастролировала в Испании, Англии и Франции. В числе её партнёров был Морис Бежар. В Швеции она первой выступила в заглавных ролях в балетах Биргит Кульберг «Фрёкен Юлия» на музыку Туре Рангстрёма и «Медея» на музыку Бартока. «Фрёкен Юлия» имела такой успех, что и артистка, и хореограф были приглашены работать в Королевской опере в Стокгольме.
В 1950 году Эльза Марианна фон Розен вышла замуж за датского балетного критика и сценографа Аллана Фридерисиа (дат. Allan Fridericia), поэтому её считают представительницей как шведской, так и датской балетной школы. C 1951 по 1959 год она была ведущей солисткой Королевского шведского балета в Стокгольме.
В 1958 году фон Розен дебютировала как хореограф, поставив в Стокгольме балет «Прометей» на музыку Бетховена. В 1960 году она вместе с мужем создала так называемый «Скандинавский балет», с которым осуществила ряд постановок. В частности, с этой труппой она поставила собственную версию «Сильфиды» Бурнонвиля (1960), а также авторские балеты «Подростки» на музыку Баха (1961) и «Женни фон Вестфален» на музыку Бентсона (1965), о Карле Марксе и его жене. Заглавными партиями в этих спектаклях она завершила свою карьеру танцовщицы.
С 1970 по 1976 год Эльза Марианна фон Розен была директором и хореографом балетной труппы в Гётеборге, а в 1980—1987 годах — в Мальмё. Впоследствии она также основала собственную балетную школу в Копенгагене. Мировую известность ей принесли реконструкции и постановки балетов Бурнонвиля, которые она готовила совместно с мужем. Наибольшее признание завоевала её версия «Сильфиды», поставленная с труппами в Лондоне (Балет Рамберт), Сантьяго-де-Чили, Монте-Карло, Вашингтоне, Гётеборге и Дюссельдорфе. В 1975 году фон Розен поставила «Сильфиду» в ленинградском Малом театре. Она ставила также другие балеты Бурнонвиля («Фестиваль цветов в Дженцано», «Праздник в Альбано», «Консерваторию», «Неаполь»), а также Галеотти («Капризы купидона и балетмейстер»), Петипа и Иванова («Лебединое озеро»). Среди полученных ею наград — финская медаль «Pro Finlandia» (1959), медаль Карины Ари (Carina Ari Medal, 1962)? Медаль Литературы и искусств (1984). В 2000 году она опубликовала книгу мемуаров под названием «Inte bara en dans på rosor».
Эльза Марианна фон Розен умерла 7 сентября 2014 года в Копенгагене.